# Gerhard Bott (Fernsehjournalist)
Gerhard Bott (* 28. September 1930 in Elmshorn; † 1. Oktober 2018) war ein deutscher Journalist und Autor.

## Leben
Gerhard Bott studierte Gesellschafts-, Rechts- und Staatswissenschaften. Das Studium schloss er 1954 mit dem ersten juristischen Staatsexamen ab, 1959 promovierte er zum Dr. jur. Das zweite juristische Staatsexamen legte er 1960 ab. Bott war von 1966 bis 1993 Autor und leitender Redakteur beim NDR-Fernsehen. Von 1975 bis 1976 leitete er als Redaktionschef und Moderator das  Fernsehmagazin Panorama. Daneben war er auch als Sachbuchautor tätig.
Gerhard Bott schuf etwa 30 Fernsehdokumentationen, darunter
- Erziehung zum Ungehorsam (1969),
- Terror aus dem Kinderladen? (1972),[4]
- Konzerne, die die Welt regieren (1974),
- Aufstieg und Fall des Uwe Barschel (1988), gemeinsam mit Gerd Rapior,
- Zurück zum Atom? Das Ende der Atomindustrie (1990).

Bott hat 1969 für das NDR-Fernsehen den gleichnamigen 50-Minuten-Film über antiautoritäre Kinderläden (Erstsendung am 1. Dezember 1969 um 22:00) gedreht. Eine auf 30 min. gekürzte Fassung (FWU; 16 mm) wird von Stadt- oder Landesbildstellen verliehen. Im Film „Die müssen doch irgendetwas an sich haben: antiautoritäre Erziehung und ihre Folgen.“ zeigt Bott später, was aus den im ersten Film gezeigten Kinderladen-Kindern im Jugendalter wurde. Im Film „Terror aus dem Kinderladen“ werden Kinder der ersten Klasse (a) aus einem gängigen Kindergarten und (b) aus einem Kinderladen zusammen gezeigt: das Zusammenleben und das unterschiedliche Verhalten beider Kindergruppen. Diese Grundschulklasse gab es in Frankfurt am Main.
1970 erschien sein Sachbuch Erziehung zum Ungehorsam. Kinderläden berichten aus der Praxis der antiautoritären Erziehung.
Ab 1993 beschäftigte sich Gerhard Bott verstärkt mit der kulturwissenschaftlichen Forschung auf den Gebieten  der Religionssoziologie und der Herrschaftstheologie mit vor- und frühgeschichtlichem Schwerpunkt.
Im März 2009 erschien bei Books on Demand (BoD) sein kulturwissenschaftliches Buch Die Erfindung der Götter: Essays zur Politischen Theologie (ISBN 978-3-8370-3272-7).
Gerhard Bott lebte in Hamburg.